# Maxwell Coast
Maxwell Beach är en strand på Barbados.   Den ligger i parishen Christ Church. Stranden ligger längs Barbados sydkust, 8 km sydost om huvudstaden Bridgetown. 